# قوطی اسپری
قوطی اسپری (به انگلیسی: spray dispenser) یک محفظه مجهز به مکانیزم هواپخش است. در این مکانیزم، یک مایع فرار یا گاز فشرده مانند پروپان، با مایعی که هدف پخش کردن آن به صورت قطره‌های بسیار ریز در هواست، مانند رنگ یا عطر، مخلوط شده و به این طریق با فشردن و باز کردن مجرای خروجی، ابری مخلوط از قطره‌های بسیار ریز این دو مایع، تولید و در هوا پخش می‌شود.

## پیشینه
در اکتبر سال۱۹۲۶م، یک مهندس نروژی به نام اریک روتهیم، برای اولین بار درخواست ثبت اختراع قوطی اسپری را تسلیم مراجع رسمی نروژ کرد و ۲۴ ژوئن سال ۱۹۲۹م، حق امتیاز این اختراع به وی اعطاء شد. همزمان در چند کشور دیگر نیز این امتیاز به نام اریک روتهیم ثبت شد و در سال ۱۹۳۱م، یک شرکت بین‌المللی به منظور پیشبرد منافع اقتصادی این امتیاز تأسیس شد. قوطی اسپری اختراعی بود که ظرفیت تکمیل و گسترش بالایی داشت و برای مثال تلاش شد که در صنایع رنگ آمیزی به کار گرفته شود. اما تحقق این خواسته و تبدیل این ظرفیت خفته به فعل، نیازمند صرف هزینه گزافی بود. نهایتاً در سال ۱۹۳۵م، مهندس روتهیم کلیه حقوق اختراع خود را به یک شرکت تولید ابزار در نروژ فروخت. به نوبه خود این شرکت که از قبل در تکمیل و ساخت قوطی اسپری مشارکت داشت، ۵ سال بعد ورشکست شد. مهندس روتهیم، سال ۱۹۳۸م، در گذشت و هرگز باردهی اقتصادی اختراع خود را تجربه نکرد. اما در حین و بعد از پایان جنگ جهانی دوم، این صنعت در ایالات متحده تکامل و گسترش زیادی پیدا کرد و قوطی اسپری به صورت انبوه تولید شد و به خدمت صنایع دیگری نظیر لوازم آرایش و حشره کشها و ده‌ها مورد دیگر درآمد و به سود زایی رسید. بازار انواع قوطی اسپری تا سالهای دهه ۱۹۸۰م، همواره رو به رواج بود. اما به تدریج با بروز نگرانی‌هایی از عواقب زیست‌محیطی استفاده از قوطی اسپری، این بازار از رونق افتاد.

## یادداشت
1. ↑  لایل گودهیو